# 배곧누리초등학교
배곧누리초등학교는 대한민국 경기도 시흥시에 있는 공립 초등학교이다.

## 연혁
- 2019. 03. 01. 배곧누리초등학교 개교
- 2019. 03. 01. 초대 남승순 교장 취임
- 2019. 03. 01. 15(1)학급 편성, 유치원 3(3)학급 편성
- 2019. 04. 08. 16학급 편성